# Marisa Abela
Marisa Gabrielle Abela (Brighton and Hove, 7 de dezembro de 1996) é uma atriz inglesa. Ela é conhecida por seus papéis na série de televisão Industry e como Amy Winehouse no filme Back to Black.  

## Carreira
Abela apareceu pela primeira vez aos 11 anos como a personagem Alice no thriller Man in a Box (2008).
Depois de se formar na Royal Academy of Dramatic Art, Abela fez sua estreia na televisão em 2020 com papéis principais no thriller político COBRA do Sky One e no drama Industry da BBC Two e HBO. Em 2022, ela apareceu nos filmes She Is Love e Rogue Agent.
Em julho de 2022, Abela se juntou ao elenco de Barbie de Greta Gerwig. Mais tarde naquele mês, houve rumores de que Abela estava em negociações iniciais para estrelar como Amy Winehouse em  Back to Black (2024), de Sam Taylor-Johnson, um cinebiografia sobre a falecida cantora. Em janeiro de 2023, o papel foi confirmado com uma imagem promocional de Abela como Winehouse. As filmagens começaram naquele mês em Londres.

## Filmografia

### Cinema
| Ano  | Título        | Papel                          | Nota(s)     |
| ---- | ------------- | ------------------------------ | ----------- |
| 2008 | Man in a Box  | Alice                          |             |
| 2022 | Rogue Agent   | Sophie Jones                   |             |
| 2022 | She Is Love   | Louise                         |             |
| 2023 | Barbie        | Adolescente falando com Barbie |             |
| 2024 | Back to Black | Amy Winehouse                  | Em produção |

### Televisão
| Ano           | Título   | Papel              | Nota(s)          |
| ------------- | -------- | ------------------ | ---------------- |
| 2020          | COBRA    | Ellie Sutherland   | Papel recorrente |
| 2020–presente | Industry | Yasmin Kara-Hanani | Protagonista     |